# Günter Nerlich
Günter Nerlich (* 7. Januar 1926 in Berlin; † 29. April 2024) war ein deutscher Redakteur und Auslandskorrespondent des Deutschen Fernsehfunks (DFF), der staatlichen Fernsehanstalt der DDR.

## Leben
Günter Nerlich stammte aus bürgerlichen Verhältnissen, seine Eltern waren Eigentümer von Häusern in Berlin. Nach dem Besuch der Grund- und Oberschule wurde Nerlich 1944 zum Reichsarbeitsdienst eingezogen. 1944/45 nahm er als Soldat der Wehrmacht am Zweiten Weltkrieg teil und geriet in sowjetische Kriegsgefangenschaft, aus der er 1949 entlassen wurde. In Gefangenschaft war er 1947 bis 1949 Kursleiter bzw. Lehrer an der Zentralen Antifaschule 2041 – einer Antifaschistischen Frontschule, die in der Sowjetunion auf Initiative der Komintern für Kriegsgefangene eingerichtet worden war. 1949 wurde Nerlich in die Sowjetische Besatzungszone entlassen. Er wurde 1950 Parteimitglied der SED.

## Tätigkeit beim Deutschen Fernsehfunk

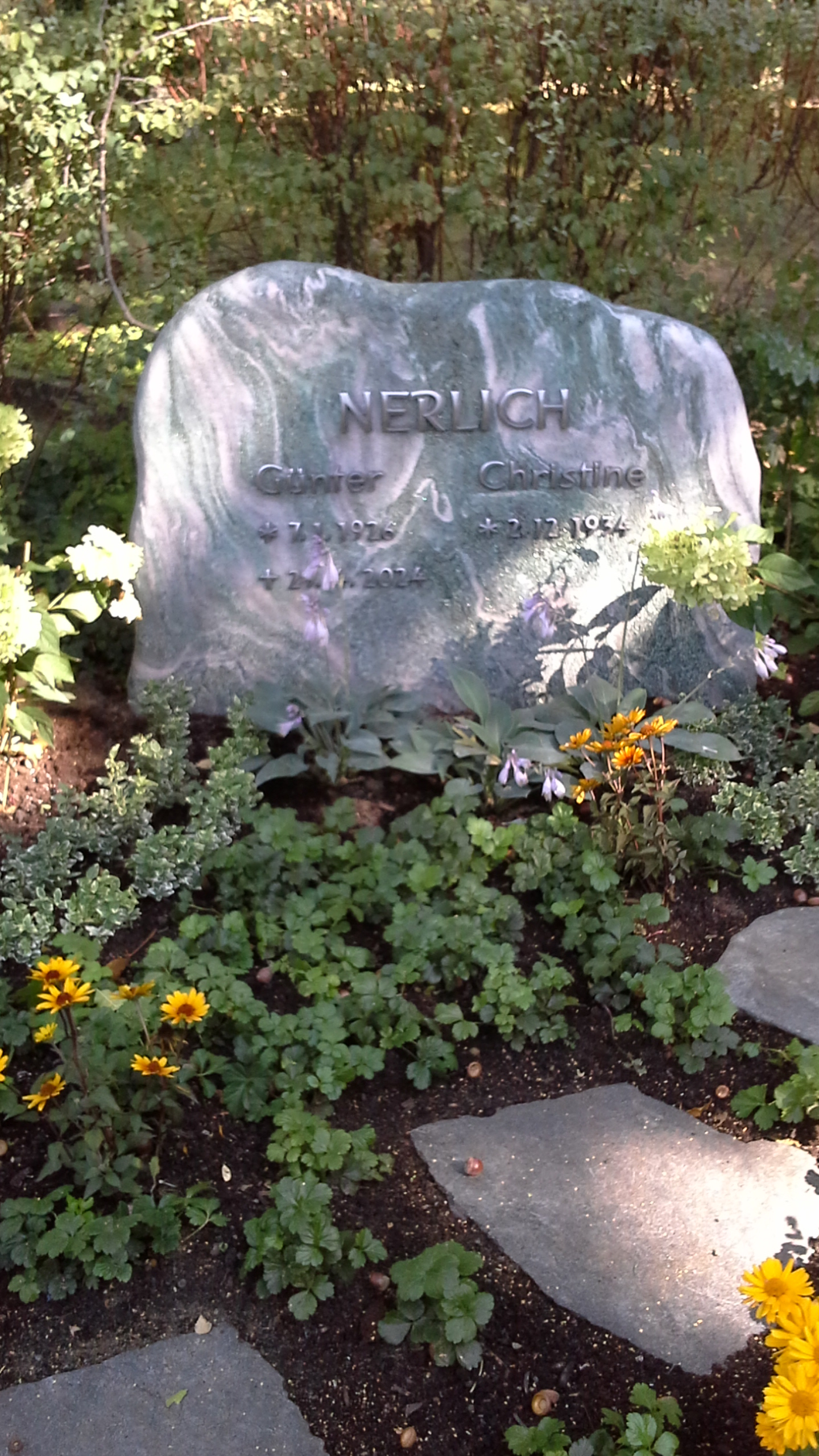
Das Grab Günter Nerlichs auf dem Zentralfriedhof Friedrichsfelde.

1950 bis 1952 arbeitete Nerlich als Redakteur beim Berliner Rundfunk. Im Anschluss wurde er Redaktionsleiter beim staatlichen Rundfunkkomitee der DDR. Parallel begann er ein Fernstudium zum Diplom-Wirtschaftler an der HU Berlin und der Hochschule für Außenhandel, das er im Jahr 1957 abschloss.
Anfang 1954 erhielt Nerlich den Auftrag, die Chefredaktion der Aktuellen Kamera, dem zentralen Nachrichtenformat seit 1952 im Programm des DFF, neu aufzubauen. Den Posten als Redaktionsleiter der Aktuellen Kamera hatte er jedoch nur kurze Zeit inne, ab 1956 produzierte er Auslandsreportagen für den DFF. Er war ab 1957/58 bis 1961 der erste Auslandskorrespondent in Moskau. In dieser Frühphase des DDR-Fernsehens übernahm Nerlich in Moskau viele Funktionen gleichzeitig: er war Redakteur, Regisseur, Redaktionsleiter und selbst auch Kameramann.
Nach seiner Rückkehr aus Moskau war Nerlich von 1961 bis 1964 Chefredakteur für Reportagen und Dokumentationen sowie Mitglied des Kollegiums des DFF. 1964 folgte ein Aufenthalt als Korrespondent in Kairo. Danach war er erneut bis 1971 als Chefredakteur für Reportagen und Dokumentationen tätig. 1971 ging er nach Singapur, um dort die Funktion als Korrespondent im Regionalbüro Südostasien zu übernehmen. Er galt in dieser Zeit als Experte für Sendungen u. a. über Ägypten, den Jemen, Zypern oder Afghanistan. 1989 wurde Nerlich in das UNESCO-Studio nach Lusaka entsandt. 1990 ging er in den Ruhestand.

## Privates
Günter Nerlich war mit Christine Nerlich (* 1934) verheiratet. Er starb am 29. April 2024 und wurde in der Gräberzeile der Künstler und Schriftsteller des Zentralfriedhofs Friedrichsfelde beigesetzt.